# Carrer del Portal (Sedó)
Carrer del Portal és un pas cobert de Sedó, al municipi de Torrefeta i Florejacs (Segarra), inclòs a l'Inventari del Patrimoni Arquitectònic de Catalunya.

## Descripció
Passatge del carrer del Portal. Te dos trams, arquitrabats. Tant l'arc nord com el sud, son rebaixats. Comunica el carrer major al nord, al carrer Maguerola a l'est, i al carrer de baix al sud.